# Barbra Streisand
Barbra Joan Streisand (Nova York, 24 d'abril de 1942) és una cantant, actriu, productora i directora de cinema estatunidenca. Va rebre l'Oscar a la millor actriu el 1968, per la pel·lícula Funny Girl, i també l'Oscar a la millor cançó per Evergreen (tema d'amor de la pel·lícula A Star Is Born (1976).
És un dels artistes que ha venut més discos, amb més de 71,5 milions d'àlbums venuts als Estats Units i més de 140 milions d'àlbums venuts a tot el món. És l'artista femenina millor classificada en la Recording Industry Association of America's (RIAA) Top Selling Artists List, així com l'única dona classificada entre els deu primers. Amb Frank Sinatra, Cher, i Shirley Jones, és l'única artista que ha assolit un Oscar al millor actor i a tenir almenys un àlbum número 1 al rànquing Billboard Hot 100.
Segons la RIAA, Streisand detenta el rècord del nombre d'àlbums havent estat al top deu un total de 31 vegades des de 1963. Detenta també el rècord de longevitat (48 anys) entre el seu primer i el seu últim àlbum al top deu. Amb el seu àlbum Love Is the Answer, esdevé l'única artista a tenir un àlbum número u de les vendes cinc decennis consecutius. Segons la RIAA, ha obtingut més de 53 discos d'or, 31 discos de platí, i 14 discos multi-platí als Estats Units.
D'altra banda, és l'autora del llibre My Passion for Design, que comprèn fotos de les seves residències, sobretot la de Califòrnia.

## Biografia
Els pares de Barbra són Diana i Emanuel Streisand. Té un germà, Sheldon J. Streisand, i una germanastra, igualment cantant, Roslyn Kind. El 21 de març de 1963, amb 20 anys, Barbra es casa amb Elliott Gould que llavors tenia 24 anys. Es divorcien el 9 de juliol de 1971. Va néixer d'aquesta unió un noi, Jason Emanuel Gould. El 1er de juliol de 1998 Barbra, amb 56 anys, es casa en segons noces amb James Brolin, llavors amb 57 anys.

### Infantesa i adolescència
Barbara Streisand neix el 24 d'abril de 1942 al barri de Brooklyn a Nova York, al si d'una família jueva ashkenazita. El seu pare, Emanuel Streisand mor d'una complicació d'una crisi d'epilèpsia quan ella té un any. La seva mare, Diana, nascuda Ida Rosen, secretària escolar, absent i poc reconfortant, es torna a casar amb Louis Kind, un mestre violent.
Barbara sap molt ràpidament que vol fer teatre o cinema: imita la publicitat que passen per la televisió i passa les seves tardes en les sales fosques, per veure tota mena de films, siguin quins siguin.
D'adolescent, abandona els estudis després del seu últim any de col·legi per cantar en un nightclub. Realitza el seu primer disc aficionat amb 13 anys, participa a diverses peces de teatre entre l'estiu de 1957 i l'estiu de 1959 i aconsegueix el seu primer concurs de ràdio l'any 1960, en l'època on decideix suprimir la segona «a» del seu nom.

### Del night-club al primer àlbum
Comença la seva carrera al night-club de New York Bonsoir, a partir del setembre de 1960. L'èxit li arriba ràpidament i des de 1961 se la sol·licita per tot arreu. Canta a clubs de Detroit, de Sant Louis, de Nova York, fins al Canadà i a la ràdio. Apareix per primer cop a la televisió a The Jack Paar Tonight Show el 5 d'abril de 1961 a la cadena NBC.
És contractada l'any 1962 per I Can Get It For You Wholesale, la peça és un èxit i per la seva primera aparició a Broadway, Barbra Streisand assoleix el New York Drama Critics Award a la millor actriu secundària i és nominada per un Premi Tony.
El seu 1er àlbum, The Barbra Streisand Àlbum, produït per Columbia Rècords, surt el 1963, i assoleix tres premis Grammy (Àlbum de l'Any, Vocalista Femenina de l'Any i Millor Coberta).

### La cantant

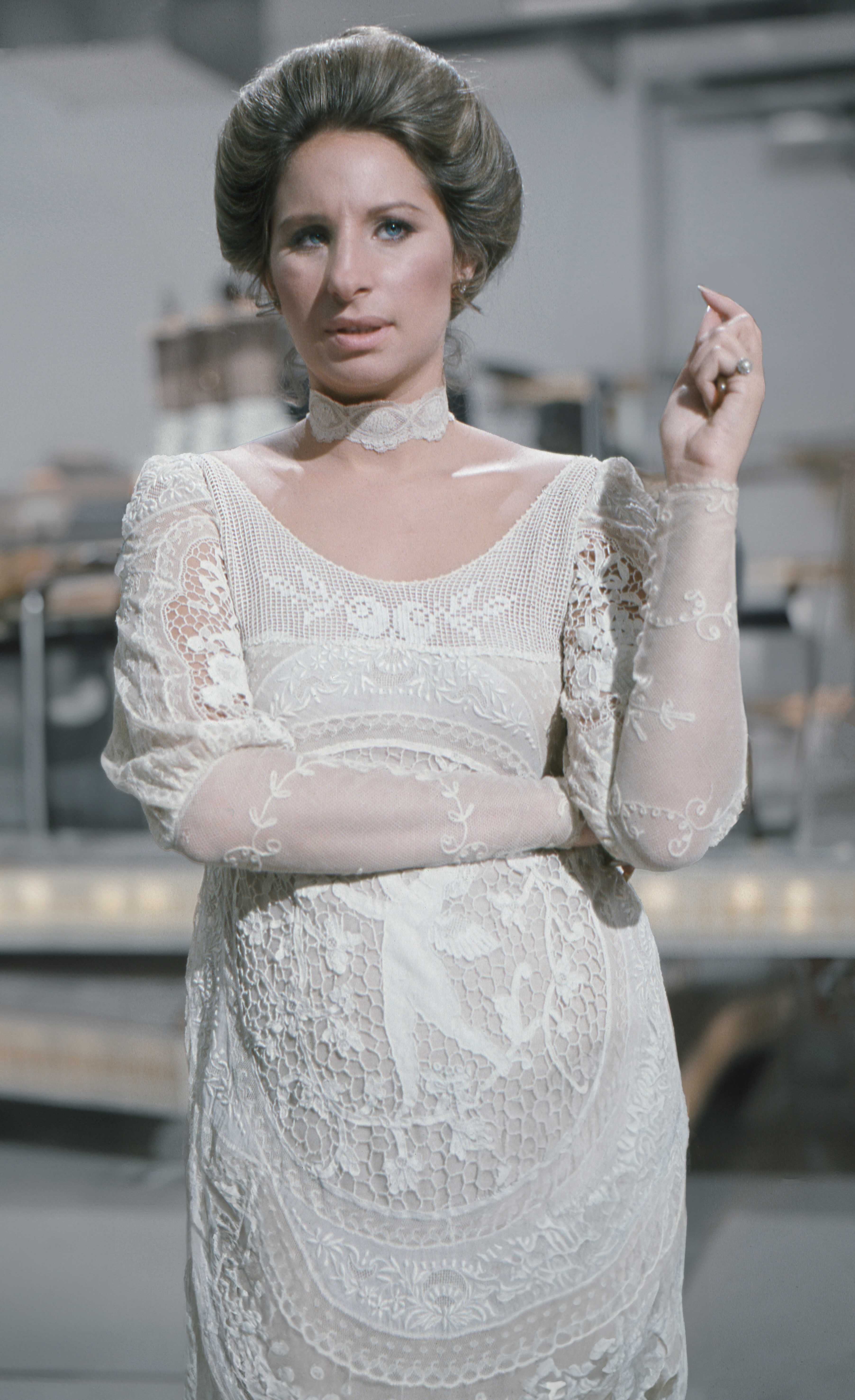
Barbra Streisand el 1973, fotografiada per Allan Warren.

Les seves qualitats de cantant sedueixen la Columbia Pictures, que li signa un contracte l'any 1962. Aconsegueix el primer paper de la comèdia musical Funny Girl l'any 1964, que redibuixa la carrera de Fanny Brice, famosa actriu a Broadway del temps dels Ziegfeld Follies i creadora del personatge de Baby Snooks, una nena de 4 anys amb aventures humorístiques. Aquesta obra esdevé molt ràpidament un enorme èxit de Broadway i la seva interpretació li aporta la seva segona nominació als premis Tony.
Cantant pop i guanyant Grammys, Barbra Streisand actua sobre els escenaris i canta al llarg de tota la seva carrera en més d'una seixantena d'àlbums que comprenen també recuperacions d'èxits del Broadway dels anys 1920-1930, d'interpretacions de grans estàndards de jazz o de música pop dels seventies, de les bandes originals de films.

### L'actriu
La seva primera aparició a la pantalla és l'adaptació de Funny Girl, que dirigeix William Wyler el 1968. Per aquest paper obté un Oscar ex-æquo amb Katharine Hepburn.
Enllaça aquest èxit amb altres comèdies musicals com Hello, Dolly! (1969), Funny Lady(1975), o Ha nascut una estrella (1976) amb la cançó Evergreen, premiada amb l'Oscar a la millor cançó original.
Actua també en les comèdies clàssiques Tot ho faig per tu (1974) i Meet the Fockers (2003), així com en pel·lícules més dramàtiques com The Way We Were (1973) i la seva cançó The Way We Were, Nuts (1987).

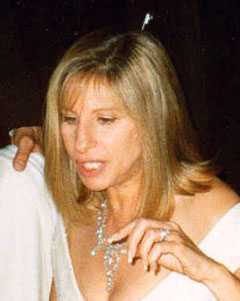
Barbra Streisand el 1995.

### Shows de televisió
Barbra Streisand produeix una sèrie de quatre shows de televisió a la CBS, entre 1965 i 1973, dels quals controla totalment l'aspecte artístic. Totalment dedicats a Streisand, els tres primers shows tenen tres parts diferents, i almenys una de les quals és una actuació en directe davant un públic.
My Name Is Barbra, difós el 28 d'abril de 1965, és coronat per dos premis Emmy  i coneix un enorme èxit d'audiència. El Color Me Barbra del 30 de març de 1966 reserva una part al Philadelphia's museum of arts, i The Belle of 14th Street de l'11 d'octubre de 1967 ret homenatge al vaudevil americà. Tenen també un molt gran èxit.
Pel 4t show, Barbra Streisand…and other musical instruments del 2 de novembre de 1973, Streisand torna al one woman show amb el seu convidat Ray Charles, canten en duo tres cançons. El tema del show, la diversitat dels instruments de música i de les cultures musicals a través del món, reserva a la veu una plaça d'instrument. Per demostrar-ho, Barbra aguanta una nota durant 22 segons, al fi d'I Got Rythm Medley.

### La directora
Barbra Streisand passa a la direcció cinematogràfica tres vegades. Roda la comèdia Yentl l'any 1983, que adapta d'una novel·la d'Isaac Bashevis Singer, rep el Globus d'Or a la millor pel·lícula musical o còmica, però també el premi del pitjor actor (fa de travesti) dels premis Razzie. Les seves comèdies romàntiques El príncep de les marees l'any 1991 i L'amor té dues cares l'any 1996 tenen menys èxit. L'actriu descobreix així una faceta més personal de la seva sensibilitat, provant una altra vegada la varietat dels seu talent.

### Notorietat
Rep el 28 de juny de 2007 al Palau de l'Elisi les insígnies d'oficial de la Legió d'honor de mans del president de la República Nicolas Sarkozy. Gran admirador de l'estrella el President li ret homenatge i testifica «la proximitat dels francesos a aquesta dona d'excepció, enamorada de França, que després de 47 anys de carrera ha donat per primera vegada a París un inoblidable concert», el 26 de juny, acompanyada d'una orquestra de 58 músics i de quatre cantants de Broadway davant gairebé deu mil persones.
El 2008 ningú no oblida que és l'artista femenina que ha venut més àlbums als Estats Units: la Recording Industry Association of America (RIAA) comptabilitza 71 milions d'àlbums venuts des de 1963, 50 dels quals han estat certificats com a Disc d'or, 30 de Platí, 13 multi Platí, i premiats amb 8 premis Grammy; només Elvis Presley i Michael Jackson ho han fet millor. És igualment l'única artista que ha tingut almenys un àlbum en el número 1 del Top 100 durant 5 decennis. Al cinema, ha estat premiada amb 2 Oscars i 9 Globus d'Or.

### Compromís polític
Demòcrata convençuda, molt critica cap amb la política de George W. Bush, Streisand ha assistit sempre als congressos del partit del qual és membre, i ha donat suport als seus diferents candidats a les eleccions. El 2008 i el 2016 va donar suport a Hillary Clinton per les primàries a la nominació demòcrata de les presidencials.

### Esdeveniments recents
El gener 2011, Arthur Laurents anuncia que l'estrella hauria d'encarnar el paper de Madame Rose en una adaptació de Gypsy, una comèdia musical d'Arthur Laurents, Jule Styne i Stephen Sondheim, produïda per Joel Silver. El març de 2012 el projecte és confirmat, i Julian Fellowes és contractat per escriure la versió final del guió.
L'últim llargmetratge on Barbra Streisand ha actuat és la comèdia Mamà, he espatllat la meva vida, dirigida per Anne Fletcher, amb Seth Rogen, estrenada el 19 de desembre de 2012 als Estats Units: una comèdia sobre les relacions mare-fill en un road movie a través dels Estats Units.
Barbra Streisand té un disturbi de l'audició: els tinnitus (Tinnitus aureum); sent infrasons i ultrasons així com una mena de zumzeig o xiulada provocats sovint per una emoció forta. Els tinnitus han estat un calvari per la cantant; ha pogut tanmateix treure'n partit, perquè sentint els ultrasons i els infrasons, ha pogut millorar la seva veu

## Discografia
- 1962: I Can Get It For You Wholesale
- 1962: Pins and Needles
- 1963: The Barbra Streisand Album
- 1963: The Second Barbra Streisand Album
- 1964: The Third Album
- 1964: People
- 1965: My name is Barbra
- 1965: My name is Barbra, Two...
- 1966 Je m'appelle Barbra
- 1966 Color me Barbra
- 1967: Simply Streisand
- 1967: A Christmas Album
- 1968: A Happening in Central Park
- 1969: What About Today
- 1969: Hello, Dolly! (Original Motion Picture Soundtrack)
- 1970: Barbra Streisand's Greatest Hits
- 1970: On A Clear Day You Can See Forever
- 1970; The Owl and the Pussycat
- 1971: Stoney End
- 1971: Barbra Joan Streisand
- 1973: Barbra Streisand...And Other Musical Instruments
- 1973: Lazy Afternoon
- 1974: The Way We Were
- 1974: Butterfly
- 1975: Funny Lady
- 1976: A Star is Born
- 1976: Classical Barbra
- 1977: Superman
- 1978: Songbird
- 1978: Barbra Streisand's Greatest Hits Vol. 2
- 1979: Wet
- 1979: Live Concert at the Forum
- 1979: The Main Event
- 1980: Guilty
- 1981: Memories
- 1983: yentl
- 1984: Emotion
- 1985: The Broadway Album
- 1987: One Voice
- 1987: Nuts
- 1988: Till I Loved You
- 1989: A Collection: Greatest Hits... And More
- 1991: Just For the Record..
- 1991: The Prince of Tides
- 1992: Highlights From Just the Record...
- 1993: Back to Broadway
- 1994: Barbra: The Concert
- 1995: The Concert- Highlights
- 1996: The Mirror Has Two Faces
- 1997: Higher Ground
- 1999: A Love Like Ours
- 2000: Timeless - Live in Concert
- 2001: Christmas Memories
- 2002: The Essential Barbra Streisand
- 2002: Duets
- 2003: The Movie Album
- 2005: Guilty Pleasures
- 2007: Streisand: Live In Concert
- 2009: Love Is The Answer
- 2010: One Night Only
- 2010: Barbra The Ultimate Collection
- 2011: What Matters Most - Barbra Streisand Sings the Lyrics of Alan & Marilyn Bergman
- 2012: Release Me
- 2013: Classical Barbra
- 2013: Back To Brooklyn
- 2014: Partners

## Filmografia
- 1968: Funny Girl de William Wyler
- 1969: Hello, Dolly! de Gene Kelly
- 1970: On a Clear Day You Can See Forever de Vincente Minnelli
- 1970: The Owl and the Pussycat
- 1972: Què em passa, doctor? (What's Up, Doc?) de Peter Bogdanovich
- 1972: Up The Sandbox
- 1973: The Way We Were de Sydney Pollack
- 1974: Tot ho faig per tu (For Pete's Sake)
- 1975: Funny Lady
- 1976: Ha nascut una estrella (A Star Is Born) de Frank Pierson
- 1979: Combat de fons (The Main Event)
- 1981: All Night Long
- 1983: Yentl, igualment productora
- 1987: Nuts de Martin Ritt
- 1991: El príncep de les marees, igualment productora
- 1996: L'amor té dues cares, també productora
- 2004: Meet the Fockers de Jay Roach

## Premis i nominacions
Premis
- 1965: Primetime Emmy als èxits individuals en l'entreteniment per My Name Is Barbra
- 1969: Oscar a la millor actriu per Funny Girl
- 1969: Globus d'Or a la millor actriu musical o còmica per Funny Girl
- 1976: Oscar a la millor cançó per A Star Is Born amb "Evergreen (Love Theme from A Star Is Born)"
- 1977: Globus d'Or a la millor actriu musical o còmica per A Star Is Born
- 1977: Globus d'Or a la millor cançó original per A Star Is Born amb "Evergreen (Love Theme from A Star Is Born)"
- 1984: Globus d'Or al millor director per Yentl
- 1995: Primetime Emmy a la millor actuació individual en programa musical o de varietats per Barbra: The Concert
- 1995: Primetime Emmy al millor especial còmic, musical o de varietats per Barbra: The Concert
- 2000: Premi Cecil B. DeMille
- 2001: Primetime Emmy a la millor actuació individual en programa musical o de varietats per Timeless: Live in Concert

Nominacions
- 1964: Primetime Emmy a la millor actuació en sèrie, programa musical o de varietats per The Judy Garland Show
- 1969: Primetime Emmy al millor programa musical o de varietats per A Happening in Central Park
- 1970: Globus d'Or a la millor actriu musical o còmica per Hello, Dolly!
- 1970: BAFTA a la millor actriu per Funny Girl i Hello, Dolly!
- 1971: Globus d'Or a la millor actriu musical o còmica per The Owl and the Pussycat
- 1974: Oscar a la millor actriu per The Way We Were
- 1974: Globus d'Or a la millor actriu dramàtica per The Way We Were
- 1974: Primetime Emmy al millor especial còmic, musical o de varietats per Barbra Streisand and Other Musical Instruments
- 1975: BAFTA a la millor actriu per The Way We Were
- 1976: Globus d'Or a la millor actriu musical o còmica per Funny Lady
- 1978: BAFTA a la millor música per A Star Is Born
- 1978: Grammy al millor àlbum de banda sonora escrita per pel·lícula o televisió per A Star Is Born
- 1984: Globus d'Or a la millor actriu musical o còmica per Yentl
- 1988: Globus d'Or a la millor actriu dramàtica per Nuts
- 1992: Oscar a la millor pel·lícula per El príncep de les marees
- 1992: Globus d'Or al millor director per El príncep de les marees
- 1995: Primetime Emmy a la millor direcció en programa musical o de varietats per Barbra: The Concert
- 1995: Primetime Emmy al millor telefilm per Serving in Silence: The Margarethe Cammermeyer Story
- 1997: Oscar a la millor cançó per L'amor té dues cares amb "I've Finally Found Someone"
- 1997: Globus d'Or a la millor actriu musical o còmica per L'amor té dues cares
- 1997: Globus d'Or a la millor cançó original per L'amor té dues cares amb "I've Finally Found Someone"
- 2011: Grammy al millor àlbum vocal de pop tradicional per Love Is the Answer
- 2012: Grammy al millor àlbum vocal de pop tradicional per What Matters Most
- 2015: Grammy al millor àlbum vocal de pop tradicional per Partners